# Bahnhof Büchen
Der Bahnhof Büchen der Deutschen Bahn ist ein als Keilbahnhof angelegter Kreuzungsbahnhof und regionaler Eisenbahnknotenpunkt in der Gemeinde Büchen. Im Bahnhof Büchen kreuzen sich die Bahnstrecken Berlin–Hamburg und Lübeck–Lüneburg. Pro Tag werden über 4000 ein- und aussteigende Fahrgäste gezählt (Stand: 2013). Vor dem Bahnhofsgebäude gibt es eine Bushaltestelle mit Verbindungen in die umliegenden Ortschaften.

## Geschichte
Der Bahnhof wurde an der seit 1846 in Betrieb befindlichen Berlin-Hamburger Bahn gebaut und nach Fertigstellung der Lübeck-Büchener Eisenbahn (LBE) am 15. Oktober 1851 eröffnet. Im selben Jahr eröffnete die Berlin-Hamburger Eisenbahn-Aktiengesellschaft eine Zweigstrecke von Büchen nach Lauenburg. Im Personenverkehr gab es schon bald durchgehende Züge Lübeck–Lauenburg und nach Eröffnung der Lauenburger Elbbrücke bis nach Lüneburg.
In der Endphase des Zweiten Weltkrieges wurde der Bahnhof am 26. April 1945 bei einem Bombenangriff stark beschädigt und teilweise zerstört. Ende April 1945 sprengten zudem deutsche Truppen die Brücke über den Elbe-Lübeck-Kanal östlich des Bahnhofs. In den heftigen Kämpfen bei Büchen am 1. Mai 1945 wurden weitere Teile des Bahnhofs sowie zahlreiche umliegende Gebäude beschädigt oder zerstört.
Nach Kriegsende wurde die Bahnstrecke Berlin–Hamburg zwischen dem Bahnhof Schwanheide und Büchen durch die Grenze zwischen der britischen und sowjetischen Besatzungszone und später durch die innerdeutsche Grenze geteilt; bis zur Wiedervereinigung war der Bahnhof Büchen Grenzbahnhof der Bundesrepublik Deutschland. Nachdem auf östlicher Seite eines der beiden Streckengleise zwischen Berlin und Schwanheide als Reparationsleistung abgebaut worden war, entfernte man auch auf westdeutscher Seite das zweite Streckengleis zwischen Büchen und dem nächstgelegenen Bahnhof Schwarzenbek.
Der Zugverkehr war zunächst komplett unterbrochen. Im Sommer 1946 wurde die Brücke über den Elbe-Lübeck-Kanal wiederhergestellt, der Güterverkehr wurde jedoch erst am 27. August 1947 wieder aufgenommen. Zunächst war bei den Verhandlungen auch ein Reisezugpaar vorgesehen, das jedoch nicht eingeführt wurde. Vorerst verkehrten pro Tag und Richtung drei Durchgangsgüterzüge und eine Übergabe zwischen Büchen und Schwanheide. Im Herbst des gleichen Jahres wurden zusätzliche Güterzüge vereinbart. Während der Berlin-Blockade 1948 nahm der Verkehr deutlich ab, kam jedoch nicht ganz zum Erliegen. Am 10. September 1949 wurde der Reisezugverkehr wieder mit zwei Zugpaaren aufgenommen, davon eins mit dem Triebwagen der Bauart Köln, der aus dem Fliegenden Hamburger abgeleitet war.
1953 verkehrten zehn Regel- und drei Bedarfsgüterzüge in Westrichtung sowie fünf Regel- und drei Bedarfsgüterzüge in Ostrichtung. Seit 1965 wurden auch Güterzüge im Transitverkehr von und nach West-Berlin über Büchen geführt. Der Grenzübergang war der bedeutendste im Güterverkehr, vor allem auch für den Transit der RGW-Staaten zum Hamburger Hafen. Hier war die kürzeste Strecke auf westlichem Gebiet zurückzulegen, was Devisen sparte. 1982 wurden 12.250 Güterzüge mit fast 433.000 Wagen befördert. Die Grenzabfertigung im Bahnhof Büchen dauerte für einen Güterzug etwa zwei Stunden. Der Lokwechsel zwischen der Deutschen Bundesbahn und der Deutschen Reichsbahn erfolgte stets in Büchen; bis 1973 konnten DR-Lokomotiven vor Reisezügen auch bis Hamburg durchfahren.
Mit dem Ausbau der Strecke im Rahmen der Verkehrsprojekte Deutsche Einheit wurde der Streckenabschnitt Hagenow Land – Büchen im Jahr 1996 elektrifiziert. Heute halten hier neben Regionalbahn und Regional-Express auch einige EuroCity-Züge der Linie Hamburg–Berlin–Dresden–Prag–Budapest sowie bis 2014 der EuroCity Vindobona Hamburg–Villach.
Im Oktober 2010 begann die Sanierung der Station mit dem Abriss des alten Empfangsgebäudes. Die 4,5 Millionen Euro umfassenden Arbeiten wurden im November 2013 offiziell abgeschlossen.
Im Rahmen der Generalsanierung der Bahnstrecke Berlin–Hamburg ging das Stellwerk am 1. August 2025 außer Betrieb. Im Frühjahr 2025 hatten Bauarbeiten für ein neues Stellwerk begonnen, ein örtlich bedientes Elektronisches Stellwerk (ESTW-Z).

## Bauliche Anlage

### Gleisanlagen und Bahnsteige
Die Strecke der Berlin-Hamburger Bahn verläuft geradlinig von Südost nach Nordwest durch den Ort. Vor dem Umbau zur Schnellfahrstrecke befanden sich dort an beiden Seiten Bahnsteige. Im jetzigen Zustand ist die Schnellfahrstrecke im Bahnhofsbereich in vier parallele Gleise aufgefächert; die zwei innenliegenden, für Geschwindigkeiten bis zu 230 km/h ausgebauten Gleise dienen ausschließlich dem Durchgangs-Schnellverkehr ohne Halt. Die äußeren Gleise haben jeweils außenliegende Bahnsteige mit den Nummern 1 (Richtung Berlin) und 4 (Richtung Hamburg) und dienen dem Fern- und Regionalverkehr in Richtung Hamburg, Rostock und Berlin. Diese beiden Bahnsteiggleise werden vom Bahnhof aus noch etwa 1,5 km in Richtung Hamburg fortgeführt und dann in die zweigleisige Hauptstrecke eingefädelt. Diese Gleise sind alle mit elektrischen Oberleitungen versehen.
Die eingleisige, nicht elektrifizierte Strecke Lübeck–Lüneburg biegt – von Norden kommend und nach Südosten schwenkend – in die Berlin-Hamburger Strecke ein und zweigt nach etwa 400 Metern über mehrere Weichen nach Süden in Richtung Lauenburg und Lüneburg ab. Hinter der Ausfädelung verzweigt diese Strecke im Bahnhofsbereich auf zwei Gleise mit einem dazwischenliegenden Inselbahnsteig. Diese beiden Bahnsteiggleise sind auf dem Inselbahnsteig nummeriert mit „40“ und „41“, während ein zusätzlicher Hausbahnsteig am nördlichen Gleis mit der Nummer „140“ bezeichnet ist. Alle Gleise sind im Bereich der Bahnsteige zum Laden der eingesetzten Akku-Triebzüge mit Oberleitungen elektrifiziert.
Von der Lübeck-Lüneburger Strecke zweigten nördlich der Berlin-Hamburger Strecke neben den Bahnsteiggleisen auch Gleise zur Frachtverladung ab, die inzwischen weitgehend zurückgebaut wurden. Südlich der Berlin-Hamburger Strecke zweigen zudem von der Lübeck-Lüneburger Strecke mehrere Abstellgleise ab.

### Zugang
Die Bahnhofsanlagen sind auf allen Seiten von Gleisen und teils unbebautem Gelände umgeben. Für den Zugang vom Ort zu den Bahnsteigen wurde am nordwestlichen Ende der Bahnanlagen ein unter beiden Bahnstrecken hindurchlaufender Fußgängertunnel mit beiderseitigen Zugangsöffnungen angelegt. Von diesem Tunnel führen Treppenaufgänge zu den Bahnsteigen 1 und 4 der Berlin-Hamburger Strecke sowie zum westlichen Ortsteil hinauf. Im Jahr 2013 wurden Aufzugsanlagen in Betrieb genommen, die den Zugang zu den Bahnsteigen sowie den beiderseits der Bahnanlagen verlaufenden Straßenzügen verbessern.
Der Bahnsteig 140 ist vom Bahnsteig 1 aus über einen gepflasterten Fußweg über das teils unbefestigte Gelände zwischen den winklig zueinander verlaufenden Bahnstrecken zugänglich. Der Inselbahnsteig mit den Gleisen 40 und 41 kann vom Ende des Bahnsteiges 140 aus über einen Gleisübergang erreicht werden, der das Gleis 40 quert.
Bis Anfang 2017 wurden der Bahnhofstunnel und die Zuwegungen an der Lauenburger Straße umgebaut und modernisiert.

### Gebäude und Serviceanlagen

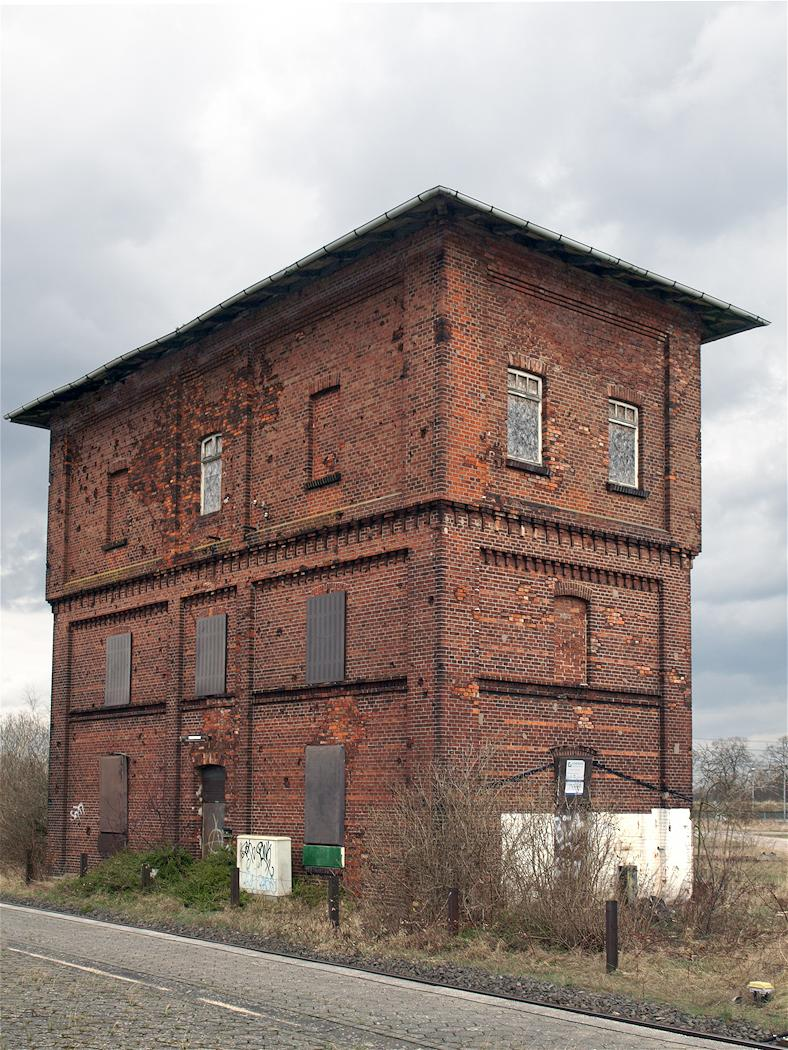
Ehemaliger Bahnwasserturm im Bahnhof Büchen

Das ursprüngliche Empfangsgebäude wurde am 26. April 1945 zerstört. Aufgrund der Bedeutung des Bahnhofs an der Demarkationslinie wurde er bereits 1947 in das Bauprogramm der Reichsbahndirektion Hamburg aufgenommen. 1950 genehmigte die Hauptverwaltung der Deutschen Bundesbahn einen Entwurf mit zwei getrennten Baukörpern für Dienst- und Wirtschaftsräume. Der Neubau mit einem hoch aufragenden und ausgebauten Walmdach war 1951 bezugsfertig. Dieser Bau wurde 2011 abgerissen und durch ein neues Empfangsgebäude ersetzt.
Zwischen dem Inselbahnsteig und den Abstellgleisen standen zwei Wassertürme (Bahnwasserturm Büchen): Ein achteckiger Turm von 1886/87 und ein zweistöckiges Gebäude, das mit zwei Wasserbehältern der Versorgung der Dampflokomotiven und als Trinkwasserreservoir für die Bahnhofsgebäude diente. Das 1912 errichtete Gebäude wurde 2013 abgerissen; der Achteckturm schon 1974. Zum Wenden der Dampflokomotiven diente eine 20-Meter-Drehscheibe, die auch Anfang der 1970er-Jahre abgebaut wurde.
Seit dem Umbau verfügt der Bahnhof über einen Kombinationscontainer mit einem Reisezentrum der Deutschen Bahn und der Filiale eines lokalen Großbäckers.

## Zugverbindungen
| Linie      | Linienlauf | Taktfrequenz (Min)                                                         | Fahrzeugmaterial                                                                           | Eisenbahnverkehrsunternehmen   |
| ---------- | --- | -------------------------------------------------------------------------- | ------------------------------------------------------------------------------------------ | ------------------------------ |
| ICE27 EC27 | Hamburg-Altona – Büchen – Berlin Hbf – Dresden Hbf (– Prag hl. n.) | 120 (mit einer Taktlücke mittags)                                          | Siemens Vectron MS + 8 Reisezugwagen                                                       | DB Fernverkehr AG, České dráhy |
| ICE        | Hamburg-Altona – Büchen – Berlin | einzelne Züge                                                              |                                                                                            | DB Fernverkehr AG              |
| RE1        | Hanse-Express Hamburg – Hamburg Bergedorf – Schwarzenbek – Müssen – Büchen – Schwanheide – Boizenburg (Elbe) – Brahlstorf – Pritzier – Hagenow Land – Kirch Jesar – Zachun – Holthusen – Schwerin Süd – Schwerin Mitte – Schwerin – Bad Kleinen – Ventschow – Blankenberg (Meckl) – Bützow – Schwaan – Rostock | Hamburg – Rostock: 120 (bis Schwerin HVZ 60) Hamburg – Büchen: 60 (HVZ 30) | Bombardier Traxx P160 AC2 / Siemens Vectron ES64U2 + 5 Doppelstockwagen (Dosto97, Dosto07) | DB Regio Schleswig-Holstein    |
| RE 83      | Kiel Hauptbahnhof – Raisdorf – Preetz – Ascheberg (Holst) – Plön – Bad Malente-Gremsmühlen – Eutin – Bad Schwartau – Lübeck Hauptbahnhof – Lübeck-Hochschulstadtteil – Lübeck Flughafen – Ratzeburg – Mölln (Lauenburg) – Büchen – Lauenburg (Elbe) – Echem – Lüneburg                                         | 60                                                                         | Stadler Flirt Akku / Alstom Coradia LINT 41                                                | Erixx Holstein                 |

(Stand: Jahresfahrplan 2024)

## Bahnhofsmission
Bedingt durch die Grenzlage hatte der Bahnhof Büchen eine vielbeschäftigte Bahnhofsmission. Seit 1957 hatte sie die Betreuung der Spätaussiedler und der Reisenden aus der DDR übernommen. 1995 wurde die Bahnhofsmission Büchen geschlossen. Ihre Akten gelangten ins Landeskirchliche Archiv der Evangelisch-Lutherischen Kirche in Norddeutschland.